# Kūkai

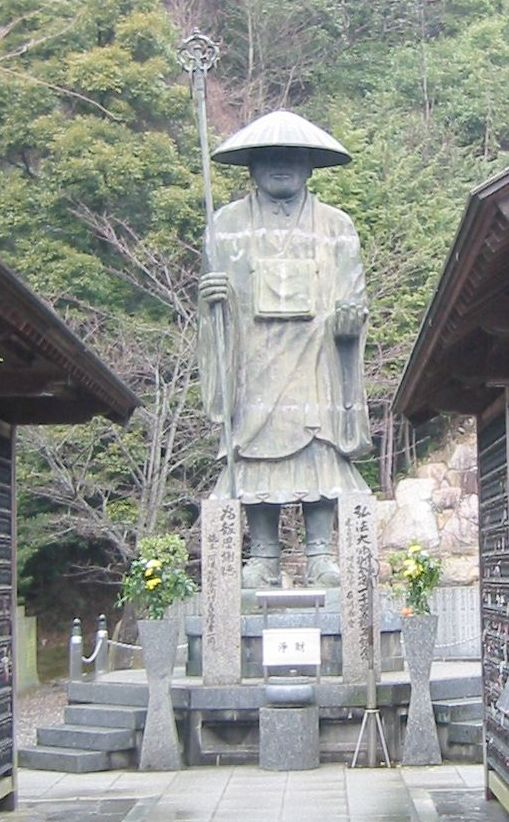
Statue von Kūkai im Ōkubo-ji (大窪寺), Sanuki, Teil des Shikoku-Pilgerweges

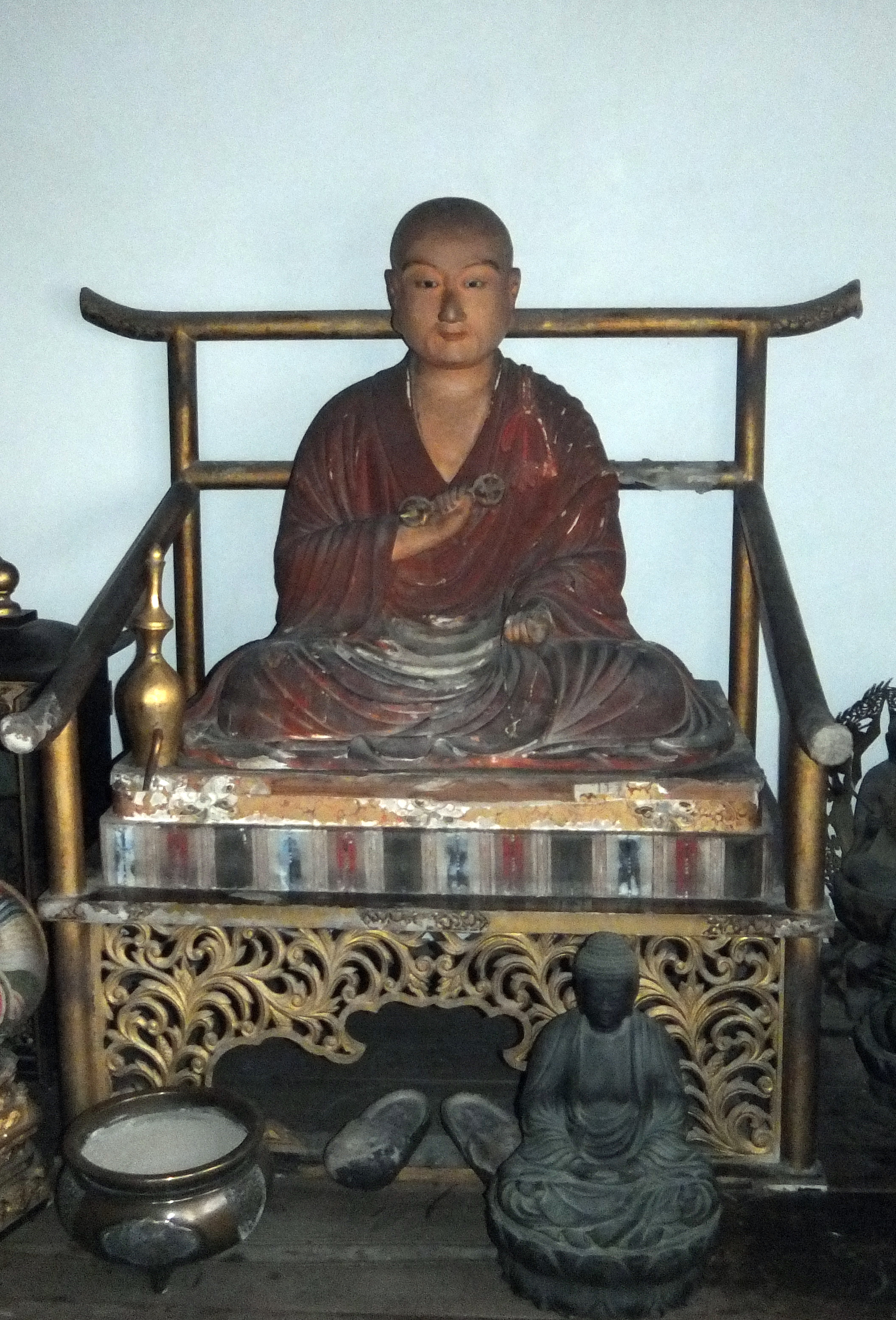
Typisches Sitzbild von Kūkai mit einem dreispeichigen Vajra in der rechten Hand (Chikurin-Tempel in Yoshino, Präfektur Nara)

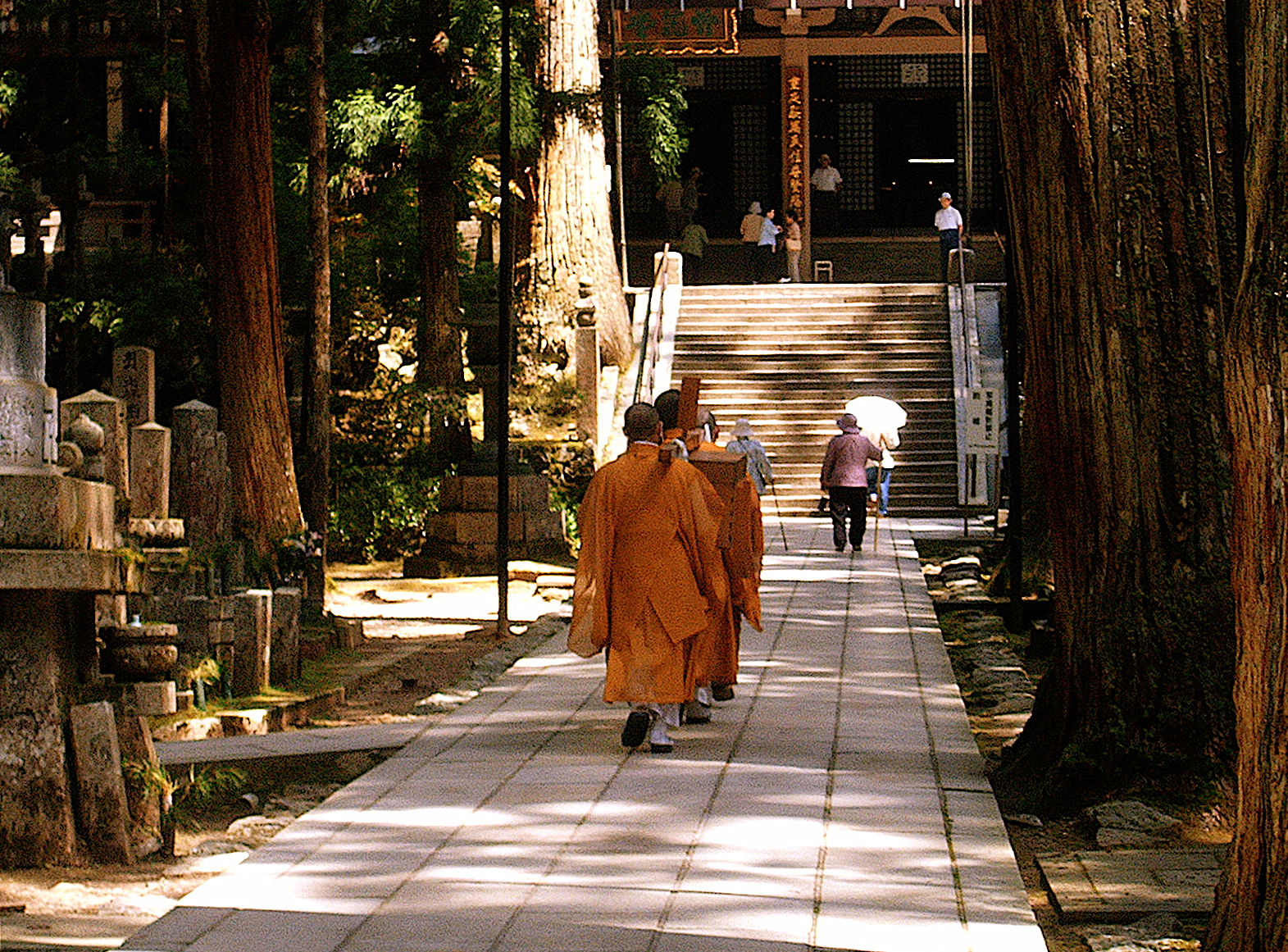
Mönche bringen (symbolisch gemeinte) Speisen zum Mausoleum von Kūkai.

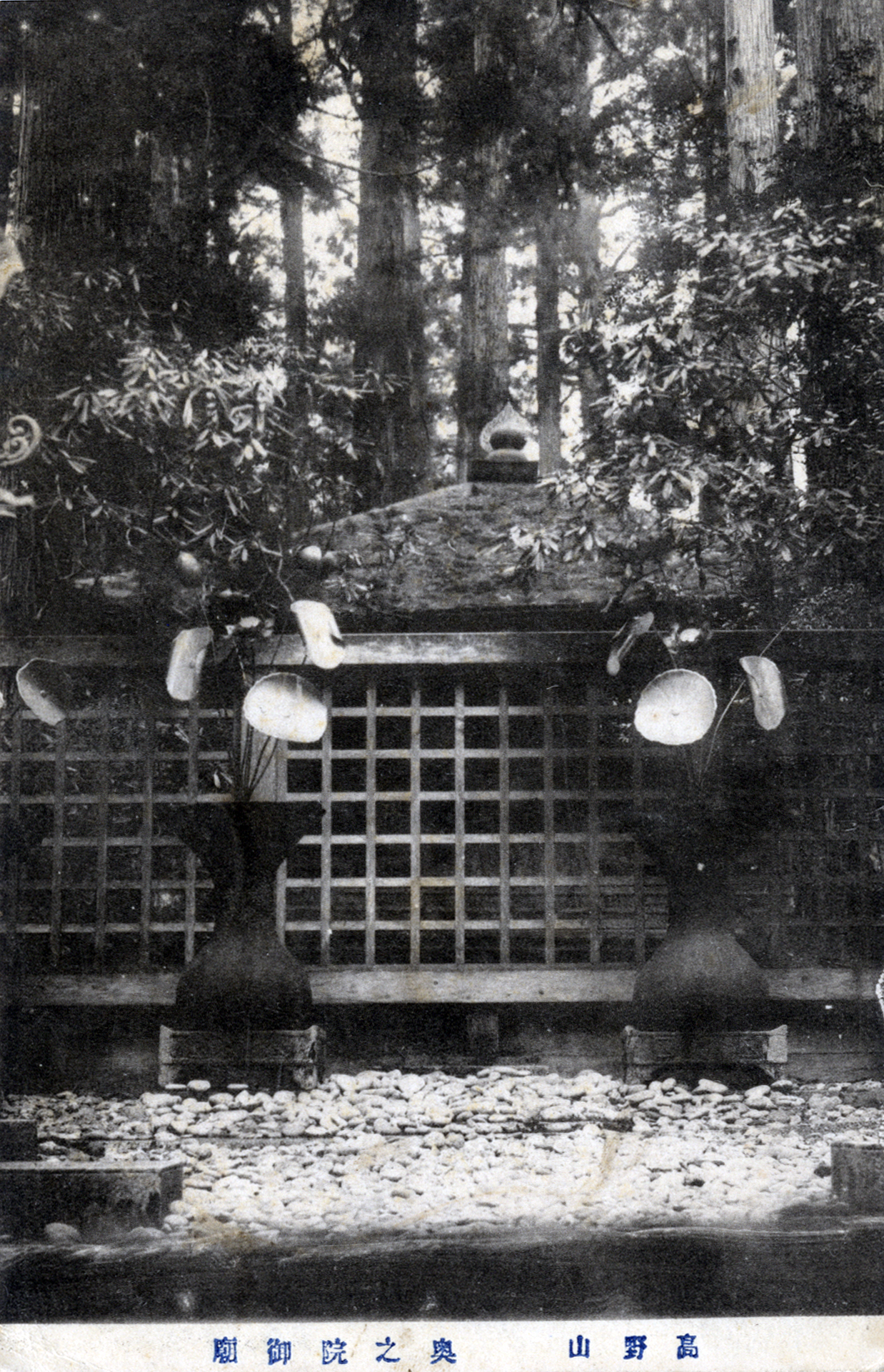
Mausoleum von Kūkai (japan. Postkarte aus dem Jahr 1912).

Kūkai (japanisch 空海; dt. etwa „Meer der Leere“; * 27. Juli 774 in Byōbugaura, heute Zentsūji; † 22. April 835 am Kōya-san) war ein buddhistischer Mönch, Gelehrter und Künstler der frühen Heian-Zeit Japans. Er ist der Begründer des japanischen Shingon-Buddhismus – häufig auch als „mantrischer“ oder – was leicht misszuverstehen ist – als „esoterischer“ Buddhismus bezeichnet. Unter dem postumen Ehrentitel Kōbō Daishi (弘法大師) wurde er von späteren Generationen mehr und mehr überhöht, so dass sich in seinem Bild verifizierbare historische Elemente mit vielerlei Legenden vermischen. Unbestritten ist jedoch sein überragender Einfluss auf die Entwicklung des Buddhismus in Japan und die japanische Kultur.

## Historische Biographie
Kūkai war eine Person, die scheinbare Widersprüche in sich vereinte, einerseits entsagte er der Welt und wanderte lange meditierend in den Wäldern umher, andererseits war er bei Hofe einer der wichtigsten kulturellen Führer, Teilnehmer an Gedichtwettbewerben und Kalligraph. Historisch belegbar sind folgende Daten und Ereignisse:

### Lebensweg
Kūkai war der Sohn von Saeki Tagimi und dessen Frau Tamayori. Die Familie hatte den niedrigen Standestitel (Kabane) der atae inne, d. h., sie gehörte zu einer Klasse Adliger, die traditionell Provinzverwalter stellte. Kūkais Kindheitsname ist mit Tōtomono (貴物) überliefert.
Im Alter von 15 begann er in der Hauptstadt klassisches Chinesisch, Konfuzianismus und Geschichte bei seinem Onkel Atō Ōtari, der auch den Kronprinzen Iyo unterwies, zu lernen. Drei Jahre darauf wurde er zur weiteren Ausbildung an der Hochschule des Hofes (Daigaku-ryō) zugelassen. Mit 20 gab er seine Studien auf – wohl als der Abbruch der Hauptstadt Nagaoka-kyō begann – und nahm 793 als Novize im Iwabuchi-Tempel (Iwabuchidera, 石淵寺) unter dem Abt Gonzō das Studium des Buddhismus auf. Zwei Jahre später legte er das Mönchsgelübde ab und änderte seinen Namen in Kūkai.
Sein erstes Werk, Sankyōshiki, vollendete er 797 im Alter von 24 Jahren. Das heute im Kongōbu-Tempel (Kongōbuji, Kōya-san) gehütete Manuskript von Kūkais Hand zählt zu den Nationalschätzen Japans. Beim Vorwort handelt es sich jedoch um eine spätere Revision.
Über die Jahre zwischen seinem 24. und 31. Lebensjahr ist nichts bekannt. Spätere Hagiographen haben ihm für diese Periode allerlei Wundertätiges angedichtet. Nach allem Dafürhalten war dies eine Zeit der asketischen Wanderungen und des Eremitentums.
Im Tempel von Kume fand er 803 eine Abschrift des Mahāvairocana-Sutras. 804 empfing er im Tōdai-Tempel (Tōdai-ji) zu Nara die volle Ordination. Im selben Jahr gewährte man ihm die Teilnahme an der 18. Gesandtschaft nach China, die von Fujiwara-no-Kadonomaro (藤原 葛野麻呂) geleitet wurde. Bei diesen Reisen zur Vertiefung der diplomatischen und wirtschaftlichen Beziehungen nahmen Mönche teil, die in China ihre religiösen und wissenschaftlichen Studien vertieften und über Jahrhunderte hinweg als Träger des Kulturaustauschs zwischen beiden Ländern fungierten. Die kiellosen japanischen Schiffe kenterten leicht und schlugen infolge fehlender Zwischendecks und Trennwände sofort mit Wasser voll. Auch dieses Mal fielen schon auf der Hinreise zwei von vier Schiffen aus. Auf dem Schiff des noch unbekannten Kūkai reiste der renommierte Mönch und spätere Begründer der Tendai-Schule, Saichō mit. Dies war der Beginn einer lebenslangen Beziehung, die später allerdings von Spannungen überschattet wurde.
Chang-an, die Hauptstadt der chinesischen Tang-Dynastie, stellte in ihren Dimensionen, ihrer Architektur und ihrer Internationalität alles in den Schatten, was die japanischen Ankömmlinge je zuvor gesehen hatten. Kūkai fand im Qinglong-Tempel (青龍寺, Tempel des Blauen Drachen) Aufnahme. Nahezu alle japanischen Mönche, die in China studierten, arbeiteten mit chinesischen Übersetzungen. Kūkai war einer der wenigen, die sich auch an die indischen Texte wagten. Sanskrit und die Siddham-Schrift erlernte er vom kaschmirischen Mönch Prajnña (744–810). und Muniśrī. Bei Han Fang-ming verfeinerte er seine Kalligraphie. Der eminente Huiguo (jp. Keika), der als erster eine Reihe seinerzeit disparater Elemente des indischen und chinesischen esoterischen Buddhismus systematisiert hatte, führte ihn in die Lehren des mantrischen Buddhismus ein. Schon nach drei Monaten initiierte er ihn als Nachfolger in der Dharma-Lehrlinie. Nur Kūkai und Yiming (義明), der wie Huiguo bald verstarb, hatten die beiden höchsten Weihen erhalten, so dass Kūkai nach dem Tode von Huiguo zum achten Patriarchen des esoterischen Buddhismus aufstieg. Für seinen verstorbenen Lehrer verfasste er 806 das Epitaph. Während er auf eine Gelegenheit zur Überfahrt nach Japan wartete, überließ ihm der Gouverneur von Yüeh eine Anzahl von Sutrenabschriften.
Eigentlich sollte er 20 Jahre in China studieren. Deshalb war es nicht klar, wie seine eigenwillige, vorzeitige Rückkehr im Jahre 806 am Hofe aufgenommen würde. Nach seiner Ankunft in Hakata auf der Insel Kyushu stellte er eine dem Kaiser zu übergebende Liste der neu in Japan eingeführten Sutren (Shōrai maokuroku) zusammen. Hier gründete er auch den Tōchō-Tempel (Tōchō-ji). Im selben Jahr erhielt Saichō, der, wie vorgesehen, im Vorjahr aus China zurückgekehrt war, die Erlaubnis, esoterische Elemente in seiner Tendai-Lehre zu verwenden.
Mit der Inthronisation des Tennō Saga, der Kūkai wohlgesinnt war, verbesserte sich seine Lage erheblich. Er erhielt die Erlaubnis nach Kyoto zu kommen und trat in den Takaosan-Tempel (jap. Takaosan-ji) ein. Hier führte er erstmals in Japan das Abhisheka-Ritual („Wasserweihe“, 灌頂, kanjō) durch. Der neue Kaiser bat ihn Kalligraphien, Gedichte und Briefe zu verfassen (vgl. Seirei-shū). 810 überließ er ihm die Leitung des Ost-Tempels (jap. Tō-ji) in Kyoto, ein Amt, das er bis 813 innehatte. Im Jahre 811 übernahm er überdies die Leitung des Otokuni-Tempels (jap. Otokunidera) im südlichen Kyoto.
Die Ziele und Meditationsmethoden seiner Lehre legte er erstmals im 4. Jahr der Ära Kōnin (813) in einer Lehrschrift nieder (弘仁御遺戒, Kōnin no go-yuikai). Ungefähr zur selben Zeit entstand auch die Abhandlung über die Unterschiede zwischen esoterischem und exoterischem Buddhismus (辯顯密二教論, Ben-kenmitsu-nikyō-ron). 816 bat er um Erlaubnis, auf einem seinerzeit schwer zugänglichen Hochplateau der Halbinsel Kii einen Tempel zu errichten, dem er den Bergnamen Kōyasan gab. Im Jahr 817 entstanden weitere wichtige Schriften, bevor er sich im folgenden Jahr der Erschließung des Kōyasan widmete.
Die Jahre von 819 bis 821 widmete er sich überwiegend seinem literarischen Schaffen, aber auch der Wiederherstellung eines künstlichen Teichs (Mannō no ike) in seiner Geburtsstadt. Außerdem reproduzierte er Mandalas und 26 Gemälde, die er aus China mitgebracht hatte. Im Jahre 822 errichtete er eine Shingon-Kapelle im Areal des Tō-Tempels.
Nachdem ihm kurz vor dem Rücktritt des Tennō Saga der Tō-Tempel in Kyōto zugesprochen worden war, erkannte der neue Tennō Junna im Jahre 823 die Shingon-Lehre als eigenständige Schule an. Im folgenden Jahr erhielt Kūkai den Hofrang eines „Klein-Vikars“ (少僧都 Shōsōzu). 825 wurde ihm gestattet, eine Lehrhalle im Tō-Tempel zu errichten. Im selben Jahr wurde er Lehrer des Kronprinzen, 827 stieg er zum „Groß-Vikar“ (大僧都 Daisōzu) auf. Zwei Jahre später übernahm er zudem die Verwaltung des Daian-Tempels (jap. Daian-ji) in Nara.
Im Jahre 828 gründete Kūkai in der neuen Hauptstadt Heian-kyō (heute Kyōto) für die Angehörigen der unteren Gesellschaftsschichten eine private Lehranstalt zur umfassenden Bildung in Wissenschaft und Kunst (綜芸種智院 Shugei shuchi-in). Zehn Jahre nach seinem Tode wurde diese Schule, die auch Speisung für Lehrer und Schüler bereitstellte, wieder geschlossen.
In den folgenden Jahren bis 835 verfasste er weitere Schriften. Im Frühsommer 831 zeigten sich erstmals Symptome einer Krankheit. Die ihm verbleibenden Jahre bis zu seinem Tode verbrachte er fast durchweg auf dem Kōyasan. Lediglich nach der Inthronisation des Nimmyō Tennō (833) führte er im Palast Ende 834 erstmals das mishūhō-Ritual (御修法 mishūhō) durch. Noch immer stand die Shingon-Schule unter der Kontrolle des Staates, doch Anfang 835 erhielt Kūkai schließlich die Erlaubnis, jährlich drei Mönche zu ordinieren.
Kūkai verstarb am einundzwanzigsten Tag des dritten Monats der Jahresdevise Jōwa auf dem Kōyasan, nachdem er in verschärften Exerzitien seine Nahrungs- und Flüssigkeitsaufnahme schrittweise verringert hatte. Nach Auffassung der Shingon-Schule erreichte er meditierend auf der Schwelle von Leben und Tod noch mit dem diesseitigen Körper die Buddhaschaft und sitzt bis heute in diesem Zustand in seinem Mausoleum. Um diesen Bezirk herum entstand über die Jahrhunderte einer der größten Waldfriedhöfe Japans. Noch heute wird ihm in jedem Shingon-Tempel am 21. März gedacht. Auf Gesuch von Shinzei (真済), einem seiner wichtigsten Schüler, wurde ihm postum 851 der Rang eines Daisōjō verliehen. Den Ehrentitel „Kōbō Daishi“ erhielt er 921 vom Daigo-Tennō.

### Lehre
Kūkai ist der Begründer des japanischen Shingon-Buddhismus – häufig auch als „mantrischer“ oder „esoterischer“ Buddhismus bezeichnet. Dies ist im Wesentlichen eine direkt aus Indien übernommene Version des Mantrayāna, die ihre Praxis auf eine Vielzahl von Quellen (Schriften, Götter, Philosophien, Meditationstechniken usw.) stützt. Die wichtigsten Schriften sind das Vairocana- und das Vajrasekhara-Sutra (jap.: Dainichi-kyō und Kongocho-kyō), die vermutlich in der zweiten Hälfte des 7. Jahrhunderts in Indien verfasst wurden. Besonderer Schwerpunkt liegt auf der Mikkyō-Praxis (Misshū), so dass dieser Begriff zum Synonym für die Schule bzw. für den Kunststil dieser Schule geworden ist. Zwar gründete er eine neue Schule, in seiner Einschätzung bestehender Lehrmeinungen ging er jedoch nicht auf Konfrontationskurs mit diesen, sondern blieb tolerant und versöhnlich.
Saichō, einer der Gründerväter der Tendai erhielt Unterweisungen in esoterischem Buddhismus von Kūkai. Das Verhältnis zwischen Kūkai und Saichō wird in den beiden Schulen unterschiedlich interpretiert. Weiterentwickelt wurde die Doktrin von Ennin (794–864), Annen (841–915) und Enchin (814–891).
Kūkai lehrte, dass der esoterische Buddhismus von großem Nutzen zur Verteidigung und Befriedung des Reiches sei (chingo kokka) und andererseits dem Individuum schon in seiner jetzigen Existenz zur Erleuchtung verhelfen könne (sokushin jōbutsu). Zugleich war er der Erste in Japan, der verkündete, dass der Mensch ursprünglich erleuchtet sei (hongaku).
Seine Lehre hatte vieles mit dem Shintō gemein, ist jedoch wesentlich komplexer. Kūkai erkannte in den Gottheiten des Shinto Verkörperungen buddhistischer Heilsgestalten. Die Synthese mit der Doktrin umherwandernder Praktiker eines unsystematisierten esoterischen Buddhismus (zōmitsu) und Shintō führte ultimativ zur Entstehung der Shugendō (Bergasketen).

### Kōya
Der Kōya-san ist ein monastisches Zentrum auf einem Bergplateau in Kii (990 m T.P.), das mit Erlaubnis des Tennō im Jahre 816 von Kūkai gegründet wurde. Dies war der erste bedeutende Tempel abseits der Hauptstädte. Er hielt sich 818 fast ein Jahr dort auf und führte 819/5/3 die Weihezeremonie durch. Der Tempel selbst wird Kongōbu-ji genannt und ist heute der Haupttempel der Kōya Shingon-shū. Die ältesten Kultbilder der weitläufigen Anlage, die wohl noch aus seiner Hand stammten, fielen 1926 einem der vielen Brände zum Opfer, die das Heiligtum heimgesucht haben.

### Tō-ji
Der Tō-ji im südlichen Kyōto war die Basis, von der aus Kūkai seine Lehre an der Hofstadt verbreiten konnte. Er wurde ihm Anfang 823, als er 50 Jahre alt war, exklusiv gewährt, mit dem Recht, dort 50 Mönche zu unterweisen. In den folgenden Jahren ließ er den Tempel ausbauen.

## Hagiographie
Legendär, als Teil der in späterer Zeit entstandenen hagiographischen Literatur, werden Kūkai viele Taten oder schöpferische Leistungen zugeschrieben, die einer historischen Überprüfung nicht standhalten.
Geburtsdatum
- Die Festlegung, dass er am 15. Juni geboren sei, findet sich erstmals 400 Jahre später.[14] Offiziell soll er mit den Ehrentitel (尊号 songō) Henshō Kongō (遍照金剛) genannt worden sein.[15] Der Kindheitsname Mao (Shinjitai 真魚, alternativ Kyūjitai 眞魚) ist erstmals 1828 belegt, soll jedoch auf ältere Quellen zurückgehen. Der wirklicher Name (Geburtsname) Kūkais lautet Saeki no Mao (Shinjitai 佐伯真魚, Kyūjitai 佐伯眞魚).[16]

Erfindung des Kana
- Kūkai erfand nicht die Kana-Silbenschrift, jedoch schuldet ihre Entwicklung vieles dem von ihm verbreiten Siddham, was z. B. in den Parallelen der Anordnung der 50-Laute-Tafel offensichtlich wird.[17]

Iroha
- Das Iroha-uta stammt aus der 2. Hälfte des 10. Jahrhunderts, ist also lange nach seinem Tode entstanden; nachgewiesen ist er erstmals 1079.

807–809
- Die Quellen, die seinen Aufenthalt nach Rückkehr im Kanzeon-ji (Kyūshū) und einen ersten öffentlichen Auftritt im Kuma-dera (Yamato) belegen sollen, sind nicht zuverlässig.[18]

Tee
- Auch die erstmalige Einführung der Teesamen nach Japan wird Kūkai zugeschrieben. Gleiches wird jedoch auch von Saichō und vom Zen-Mönch Eisai (1141–1215, 明庵栄西) behauptet, ab dessen Zeit der großflächige Anbau auch historisch belegbar ist. Es darf davon ausgegangen werden, dass Tee vereinzelt durch Händler schon früh nach Japan gelangte, aber erst seit dem 12. Jahrhundert angebaut wird.[19][20]

Testament
- Sein Testament (Nijūgokajō no goyuigō), das sechs Tage vor seinem Hinscheiden verfasst sein soll, kann aufgrund Textkritik, zumindest in der überkommenen Form (ältestes Manuskript von 969), nicht von ihm stammen,[21] auch wenn zumindest einige der überkommenen Textteile Originale sein werden.[22]

Reinkarnationen
- Jinkyō Shōnin soll eine Reinkarnation gewesen sein, der Shirakawa-Tennō wiederum eine dieses Geistlichen.

## Kunst

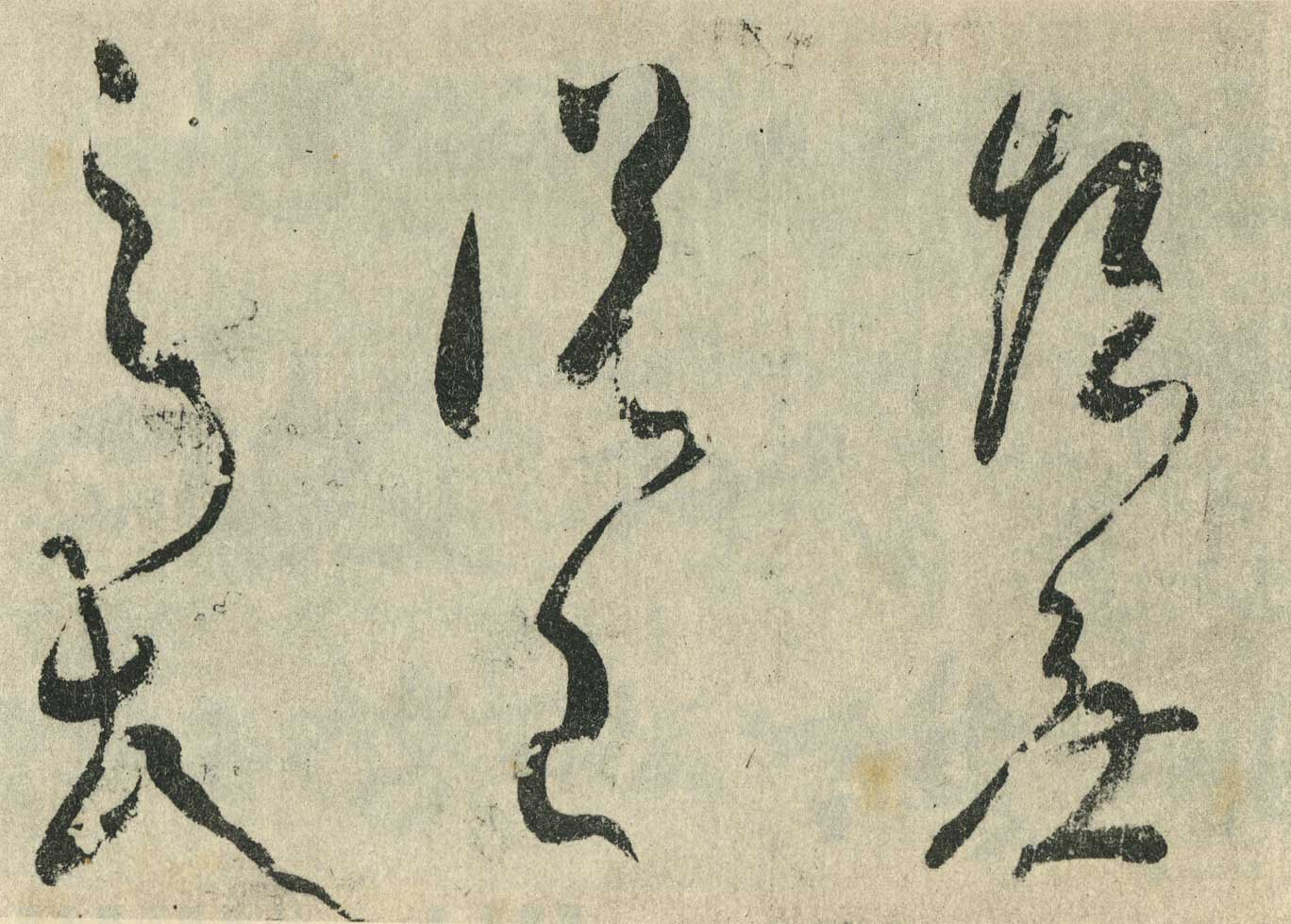
Kalligraphie des Saishigyoku Zayumei

Von Bedeutung sind seine 26 Gemälde, die er nach aus China mitgebrachten Vorlagen ausführte.
Dargestellt wird der Mönchsgelehrte oft als mit drei Gesichtern und sechs Armen, als eine mythische Person. Verbreitet wurde solches besonders im durch im Mittelalter herumreisende Mönche vom Kōya, sogenannte Kōya-hijiri.

## Werke
Gesammelte Werke
1. Kōbō Daishi zenshū (K.Z.), 1910
2. Kōbō Daishi shodeshi zenshū; Kyoto 1942, 3 Bde. (Werke der Schüler)

Wichtig sind noch:
- Sankyōshiki ein Meinungsstreit zwischen drei fiktiven Charakteren, die respektive die Lehren von Konfuzius, Taoismus und Buddhismus repräsentieren[25]
- Bunkyō kitsu-ron (auch: Bunkyō Hifuron) „Eine Poetik des chinesischen Gedichts“
- Jūjū-jinron Enzyklopädische Abhandlung über die zehn Stufen des Daseins, mit einer Vielzahl von Zitaten aus dem chinesischen buddhistischen Kanon.
- Jistugo-kyō eine kleine Sitten- und Morallehre
- Seirei-shū (= Shōryō shū) Gedicht- und Essaysammlung
- Jikkan-shō Pflichtlektüre für Shingon-Mönche (10. Faszikel)[26]
- Nijūgokajō no goyuigō „Abschiedsworte“[27]

Seine Sprache ist auch für Fachleute schwer verständlich, zum einen schreibt er schnörkelhaftes klassisches Chinesisch, zum anderen verwendet er eine Vielzahl von Sanskrit-Ausdrücken. Die über Kūkai und seine Lehren in japanischer Sprache erschienene – insbesondere kommentierende – Literatur ist extrem umfangreich.
Am 28. Juli 1999 wurde der Asteroid (6866) Kukai nach ihm benannt.